# Mormopterus
Mormopterus är ett släkte av fladdermöss som ingår i familjen veckläppade fladdermöss.

## Utseende
Släktet tillhör familjen veckläppade fladdermöss men arternas läppar är inte skrynkliga.
Med en kroppslängd (huvud och bål) av 43 till 65 mm, en svanslängd av 27 till 40 mm och en vikt mellan 6 och 19 g är arterna små medlemmar av familjen. De har 29 till 41 mm långa underarmar. Pälsen har en brun, gråbrun eller askgrå färg och undersidan är vanligen ljusare. Arterna har uppåtriktade öron som inte är sammanlänkade på hjässan. Den tredje övre molaren är bra utvecklad.

## Ekologi
Det är inte mycket känt om arternas levnadssätt. De hittas bland annat i tropiska skogar, i öppna landskap och i stadsparker. Individerna vilar i trädens håligheter och i byggnadernas tak. De jagar flygande insekter eller plockar sina byten från marken. Därför flyger de över trädens toppar eller över vattenansamlingar.
Hos den australiska arten Mormopterus planiceps förvarar honan hanens sädesceller i sina könsdelar och äggens befruktning sker två månader senare under sydvintern (juli/augusti). Efter tre till fem månader dräktighet föds en unge.

## Arter och utbredning
Arter enligt Wilson & Reeder (2005) samt IUCN:
- Mormopterus acetabulosus, på Mauritius.
- Mormopterus beccarii, i den australiska regionen.
- Mormopterus doriae, västra Sumatra.
- Mormopterus eleryi, Australien, blev 2008 beskriven.[5]
- Mormopterus francoismoutoui, på Réunion.
- Mormopterus jugularis, på Madagaskar.
- Mormopterus kalinowskii, från östra Peru till norra Chile.
- Mormopterus loriae, norra Australien, Nya Guinea.
- Mormopterus minutus, på Kuba.
- Mormopterus norfolkensis, östra Australien.
- Mormopterus phrudus, liten population i Peru.
- Mormopterus planiceps, östra och södra Australien.

Två arter flyttades från Mormopterus till sina egna släkten.
- Platymops setiger
- Sauromys petrophilus